# Negativ
Negativ (cyr. Негатив) – serbski zespół powstały w 1993 roku, w Belgradzie. Zespół założyli Nikola Radaković oraz Vladimir Đurđević, później dołączyli do nich także basista i perkusista. Nazywali się wówczas Chee-gle. W 1999 roku do zespołu dołączyła wokalistka Ivana Pavlović (obecnie Ivana Peters), a grupa zmieniła nazwę na Negativ.
Obecny skład zespołu to: perkusista Miloš Bilanović, basista Milen Zlatanović, gitarzysta Nikola Radaković oraz wokalistka Ivana Peters (wcześniej występowała w pop grupie Tap 011 oraz w zespole Who Is The Best). Tworzą muzykę, którą określa się mianem nowy rock i są jedną z najpopularniejszych grup w swoim kraju, a także w innych krajach byłej Jugosławii. Na ich płytach znaleźć można zarówno ballady, jak i żywe, rockowe kawałki.
W 1999 roku ukazała się ich pierwsza płyta, a wiele utworów od razu stało się hitami, np.: 'Ja bih te sanjala', 'Ti me ne voliš'. Zespół zagrał wiele koncertów w Serbii i innych bałkańskich krajach, gra ich ponad 200 rocznie i stał się jednym z najatrakcyjniejszych zespołów grających na żywo. 19 maja 2000 roku zespół zagrał koncert w Belgradzie, który został zarejestrowany, a płyta z tym występem ukazała się w 2001 roku. Dwa lata później ukazał się drugi studyjny album zespołu 'Ni ovde ni tamo', a piosenka 'Kraj' pojawiła się także na ścieżce dźwiękowej do filmu Srđana Golubovicia pod tytułem Apsolutnih sto. Ostatnia płyta Tango ukazała się w 2004 roku, a obecnie zespół pracuje nad nowym albumem który ma się ukazać na wiosnę 2008 roku.
Negative grał na wielu konkursach czy festiwalach, między innymi na EXIT Festival w Nowym Sadzie czy Nisomnia w Niszu. Jednak największy sukces przyniósł im festiwal Beovizija w 2004 roku, zaprezentowany tam utwór Zbunjena wygrał z innymi piosenkami startującymi w konkursie i stał się wielkim hitem. Grupa wystąpiła także na Beoviziji w 2007 roku (3. miejsce z piosenką 'Prava stvar') oraz w roku 2008 gdzie zdobyła nagrodę na najlepszą interpretację swojej piosenki 'S tobom bih ostala'.

## Dyskografia
Źródło: Discogs
- Negative – 1999
- Ni ovde ni tamo – 2003
- Tango – 2004
- Spusti me na zemlju – 2009